# 웨일스 노동당
웨일스 노동당(--- 勞動黨, 영어: Welsh Labour, 웨일스어: Llafur Cymru)은 웨일스의 정당이다. 현재 웨일스의 최대 정당으로 플라이드 컴리, 웨일스 보수당, 웨일스 자유민주당이 있다.